# Hongkongi kenotáfium
A hongkongi kenotáfium (The Cenotaph, illetve  和平紀念碑) egy első világháborús emlékmű, amelyet Edwin Lutyens brit építész tervezett. A Statue Square és a városháza között áll.

## Az emlékmű
A kenotáfium, vagyis a jelképes üres koporsó elkészítésével Edwin Luytenst bízták meg, aki az első ilyen jellegű nemzetközösségi emlékművet, az 1920. november 11-én leleplezett londoni kenotáfiumot tervezte. A hongkongi szinte pontos mása a nagy-britanniainak. Az elesett nemzetközösségi katonákra emlékeztető kenotáfiumot Edward Stubbs kormányzó leplezte le 1923. május 24-én. A kenotáfium oldalára a The Glorious Dead (dicsőséges halott) felirat került. Később az alkotás a második világháborúban elesett, Hongkongért harcoló brit tengerészek, katonák és repülősök emlékműve is lett. Az 1980-as években kínai felirat is került rá, amely a mártírok lelkének halhatatlanságát, szellemük fennmaradását hirdeti.